# (37340) 2001 RY120
2001 RY120 (asteroide 37340) é um asteroide da cintura principal. Possui uma excentricidade de 0.03770370 e uma inclinação de 3.10294º.
Este asteroide foi descoberto no dia 12 de setembro de 2001 por LINEAR em Socorro.